# Coppa Svizzera 2003-2004
La Coppa Svizzera 2003-2004 è stata la 79ª edizione della manifestazione calcistica.
La finale si è svolta il 14 aprile 2004 a Basilea ed è stata vinta dal Wil, che ha ottenuto il suo primo titolo nella competizione qualificandosi così al secondo turno preliminare della Coppa UEFA 2004-2005.

## Trentaduesimi di finale
| Squadra 1          | Risultato       | Squadra 2         |
| ------------------ | --------------- | ----------------- |
| 19 settembre 2003  |                 |                   |
| Brugg              | 0 - 1           | Baden             |
| Alle               | 1 - 5           | Basilea           |
| 20 settembre 2003  |                 |                   |
| Baulmes            | 2 - 5           | Neuchâtel Xamax   |
| Lutry              | 1 - 10          | Meyrin            |
| Montreux-Sports    | 0 - 2           | Urania Ginevra    |
| Étoile Carouge     | 5 - 1           | Vevey             |
| Collombey-Muraz    | 0 - 3           | Young Boys        |
| Sarnen             | 0 - 2           | Kriens            |
| Sursee             | 1 - 1 (2-4 dcr) | Bulle             |
| Allmendingen       | 0 - 7           | Thun              |
| Martigny-Sports    | 4 - 2           | Münsingen         |
| Siviriez           | 1 - 4           | Naters            |
| Othmarsingen       | 0 - 4           | Aarau             |
| Olten              | 1 - 2           | Soleure           |
| YF Juventus        | 1 - 2           | Grasshoppers      |
| Dietikon           | 1 - 3           | Winterthur        |
| Wiesendangen       | 0 - 6           | Zurigo            |
| Inter Club Zurigo  | 0 - 1 (dts)     | Wohlen            |
| Regensdorf         | 1 - 0           | C Effretikon      |
| Chur               | 0 - 2           | San Gallo         |
| Biaschesi          | 1 - 3           | Wil               |
| Stabio             | 3 - 2 (dts)     | Chiasso           |
| Winkeln            | 0 - 4           | Malcantone Agno   |
| Ebnat Kappel       | 0 - 7           | Tuggen            |
| Moutier            | 0 - 3           | Lucerna           |
| Dornach            | 1 - 2           | Concordia Basilea |
| Wangen bei Olten   | 2 - 0           | Delémont          |
| Zugo               | 1 - 3           | Sciaffusa         |
| Herisau            | 2 - 0           | Bellinzona        |
| Châtel-Saint-Denis | 0 - 7           | Yverdon           |
| 21 settembre 2003  |                 |                   |
| Collex-Bossy       | 0 - 4           | Servette          |
| Cortaillod         | 0 - 4           | La Chaux-de-Fonds |

## Sedicesimi di finale
| Squadra 1         | Risultato   | Squadra 2       |
| ----------------- | ----------- | --------------- |
| 17 ottobre 2003   |             |                 |
| Étoile Carouge    | 3 - 4       | Meyrin          |
| Kriens            | 1 - 2       | Winterthur      |
| 18 ottobre 2003   |             |                 |
| Stabio            | 1 - 2       | Thun            |
| Martigny-Sports   | 0 - 1       | Yverdon         |
| Wangen bei Olten  | 0 - 1       | Zurigo          |
| Regensdorf        | 2 - 5       | San Gallo       |
| Wohlen            | 0 - 2       | Wil             |
| Sciaffusa         | 1 - 2       | Aarau           |
| Tuggen            | 4 - 1       | Soleure         |
| 19 ottobre 2003   |             |                 |
| Malcantone Agno   | 3 - 2 (dts) | Servette        |
| La Chaux-de-Fonds | 0 - 4       | Young Boys      |
| Concordia Basilea | 2 - 3       | Neuchâtel Xamax |
| Siviriez          | 0 - 3       | Bulle           |
| Lucerna           | 0 - 4       | Grasshoppers    |
| Herisau           | 3 - 1       | Baden           |
| Urania Ginevra    | 1 - 4       | Basilea         |

## Ottavi di finale
| Squadra 1       | Risultato | Squadra 2       |
| --------------- | --------- | --------------- |
| 8 novembre 2003 |           |                 |
| Yverdon         | 0 - 1     | Wil             |
| Tuggen          | 1 - 2     | Meyrin          |
| Winterthur      | 2 - 3     | Neuchâtel Xamax |
| 9 novembre 2003 |           |                 |
| Aarau           | 1 - 2     | San Gallo       |
| Herisau         | 2 - 4     | Zurigo          |
| Bulle           | 0 - 4     | Thun            |
| Grasshoppers    | 3 - 0     | Basilea         |
| Malcantone Agno | 2 - 1     | Young Boys      |

## Quarti di finale
| Squadra 1       | Risultato       | Squadra 2    |
| --------------- | --------------- | ------------ |
| Malcantone Agno | 0 - 2           | Wil          |
| Meyrin          | 0 - 3           | Zurigo       |
| Neuchâtel Xamax | 0 - 3           | Grasshoppers |
| Thun            | 2 - 2 (5-6 dcr) | San Gallo    |

| 7 dicembre 2003 | Malcantone Agno | 0 – 2 | Wil |  |

| 7 dicembre 2003 | Meyrin | 0 – 3 | Zurigo |  |

| 7 dicembre 2003 | Neuchâtel Xamax | 0 – 3 | Grasshoppers |  |

| 7 dicembre 2003                              | Thun                 | 2 – 2 (d.t.s.) | San Gallo |  |
| \| \| \| \| \| \| Tiri di rigore 5 – 6 \| \| |                      |                |           |  |
|                                              |                      |                |           |  |
|                                              | Tiri di rigore 5 – 6 |                |           |  |

## Semifinali
| Squadra 1    | Risultato | Squadra 2 |
| ------------ | --------- | --------- |
| Grasshoppers | 6 - 5     | Zurigo    |
| San Gallo    | 1 - 2     | Wil       |

| 3 marzo 2004 | Grasshoppers | 6 – 5 | Zurigo |  |

| 4 marzo 2004 | San Gallo | 1 – 2 | Wil |  |

## Finale
| Squadra 1 | Risultato | Squadra 2    |
| --------- | --------- | ------------ |
| Wil       | 3 - 2     | Grasshoppers |

| Arbitro: | Guido Wildhaber |

| |            | |
| Rogério 5’ Fabinho rig.62’ Fabinho 79’ | Marcatori  | Richard Núñez 8’ Ricardo Cabanas 62’ |
| Daniel Lopar Stefan Blunschi Patrick Winkler Philippe Montandon Massimo Rizzo (38' Stephan Balmer) Michel Renggli Davide Callà Fabinho Kristian Nushi Rogério (91' Nenad Savić) Felix Mordeku | Formazioni | Fabrice Borer Stephan Lichtsteiner(45' Carlos da Silva) Aleksandar Mitreski Castillo Reto Ziegler Ricardo Cabanas (80' Mladen Petrić) Mihai Tararache Christoph Spycher Eduardo Ribeiro dos Santos Ionel Gane (46' Kim Jaggy) Richard Núñez |
| Joachim Müller | Allenatori | Alain Geiger |